# Planetarium van Košice
Het Planetarium van Košice is een van de vijf inrichtingen in Slowakije waar de bewegingen van de planeten rondom de zon aanschouwelijk worden voorgesteld. Dit kleine projectie-planetarium, type ZKP-II, is vervaardigd door Zeiss Jena. Het is opgesteld in het  Slowaaks Technisch Museum in Košice, hetgeen is ondergebracht in het Paleis van de hoofdkapitein, aan de Hlavná-straat 88.
Het planetarium is uit een ronde kamer met een diameter van 8 meter en is in bedrijf sedert 1975. Hier kan men de sterrenhemel zien, planeten, zon, maan, ongewone verschijnselen evenals bewegingen van hemellichamen. De uitrusting omvat twee projectiekoppen en diaprojectoren, elk met 16 lenzen, die ieder een bepaald deel van het uitspansel projecteren.
De apparatuur kan een zicht op de nachtelijke hemel demonstreren vanaf het noordelijk en zuidelijk halfrond. Het is mogelijk om met het blote oog vanaf de aarde zichtbare fenomenen aan de hemel te tonen: 5800 sterren, zon, maan, 5 planeten van het zonnestelsel (Mercurius, Venus, Mars, Jupiter en Saturnus), enkele zichtbare nevels, melkwegstelsels alsook de Melkweg.
Men kan het apparaat instellen op elke willekeurige dag, maand en jaar en zien hoe de atmosfeer er in het verleden uit zag of hoe ze in de toekomst eruit zou zien.
Het is mogelijk om:
- een zicht op de nachtelijke hemel te demonstreren rekening houdende met de precessie van de aardas in een bereik van ± 13.000 jaar;
- astronomische coördinaten weer te geven, die worden gebruikt bij de klassieke navigatie volgens de sterren.

Er zijn extra projectieapparaten om:
- het zonnestelsel vanop grote afstand te projecteren,
- de maansverduistering, de zon of de vlucht van een komeet te tonen.

Programma's voor schoolgroepen vullen de vertoning van astronomische films aan.
Het planetarium heeft een capaciteit van 42 zitplaatsen.